# Cortijo Bazán
Cortijo Bazán es un barrio perteneciente al distrito Ciudad Jardín de la ciudad de Málaga, España. Según la delimitación oficial del ayuntamiento, limita al norte con los barrios de Jardín Virginia y Hacienda Los Montes; al este, con la Ronda Este de la A-7; al sur, con Monte Dorado y Mangas Verdes; y al oeste, con Los Cipreses y Los Cassini.
También conocido como Cortijillo Bazán,su nombre originario es "Barriada Santa Teresa" el barrio fue construido en 1974.

## Transporte
En autobús queda conectado mediante las siguientes líneas de la EMT: 
| Línea | Trayecto                                  | Recorrido | Frecuencia    |
| ----- | ----------------------------------------- | --------- | ------------- |
| 26    | Alameda Principal - Alegría de la Huerta  | Recorrido | 15 minutos    |
| 37    | Alameda Principal - Altamira/Monte Dorado | Recorrido | 25-30 minutos |